# Медісін-Лейк (Монтана)
Медісін-Лейк (англ. Medicine Lake) — місто (англ. town) в США, в окрузі Шерідан штату Монтана. Населення — 244 особи (2020).

## Географія
Медісін-Лейк розташований за координатами 48°30′8″ пн. ш. 104°30′6″ зх. д. / 48.50222° пн. ш. 104.50167° зх. д. (48.502260, -104.501686).  За даними Бюро перепису населення США в 2010 році місто мало площу 1,04 км², уся площа — суходіл.

### Клімат
| Клімат : Медісін-Лейк   | Клімат : Медісін-Лейк | Клімат : Медісін-Лейк | Клімат : Медісін-Лейк | Клімат : Медісін-Лейк | Клімат : Медісін-Лейк | Клімат : Медісін-Лейк | Клімат : Медісін-Лейк | Клімат : Медісін-Лейк | Клімат : Медісін-Лейк | Клімат : Медісін-Лейк | Клімат : Медісін-Лейк | Клімат : Медісін-Лейк | Клімат : Медісін-Лейк |
| Показник                | Січ.                  | Лют.                  | Бер.                  | Квіт.                 | Трав.                 | Черв.                 | Лип.                  | Серп.                 | Вер.                  | Жовт.                 | Лист.                 | Груд.                 | Рік                   |
| Абсолютний максимум, °C | 15,6                  | 20,0                  | 25,0                  | 33,3                  | 39,4                  | 41,7                  | 47,2                  | 41,7                  | 38,3                  | 32,8                  | 23,9                  | 20,0                  | 47,2                  |
| Середній максимум, °C   | −6,8                  | −3,3                  | 3,2                   | 13,4                  | 20,3                  | 25,0                  | 29,1                  | 28,7                  | 22,1                  | 14,7                  | 3,7                   | −3,5                  | 12,2                  |
| Середній мінімум, °C    | −19,4                 | −16,2                 | −9,7                  | −1,5                  | 4,8                   | 9,9                   | 12,4                  | 11,2                  | 5,4                   | −0,7                  | −8,6                  | −15,4                 | −2,2                  |
| Абсолютний мінімум, °C  | −46,1                 | −50                   | −38,9                 | −26,1                 | −13,3                 | −5,6                  | −1,1                  | −1,1                  | −12,8                 | −21,7                 | −35                   | −43,3                 | −50                   |
| Норма опадів, мм        | 10                    | 8                     | 11                    | 26                    | 46                    | 74                    | 55                    | 38                    | 32                    | 19                    | 10                    | 9                     | 337                   |
| ----------------------- | --------------------- | --------------------- | --------------------- | --------------------- | --------------------- | --------------------- | --------------------- | --------------------- | --------------------- | --------------------- | --------------------- | --------------------- | --------------------- |
| Джерело:                |                       |                       |                       |                       |                       |                       |                       |                       |                       |                       |                       |                       |                       |

## Демографія
Згідно з переписом 2010 року, у місті мешкало 225 осіб у 109 домогосподарствах у складі 65 родин. Густота населення становила 216 осіб/км².  Було 167 помешкань (160/км²).
Расовий склад населення:
| - 90,7 % — білих - 4,0 % — корінних американців - 0,9 % — чорних або афроамериканців |

До двох чи більше рас належало 4,4 %. Частка іспаномовних становила 0,0 % від усіх жителів.
За віковим діапазоном населення розподілялося таким чином: 24,4 % — особи молодші 18 років, 56,9 % — особи у віці 18—64 років, 18,7 % — особи у віці 65 років та старші. Медіана віку мешканця становила 48,1 року. На 100 осіб жіночої статі у місті припадало 97,4 чоловіків;  на 100 жінок у віці від 18 років та старших — 104,8 чоловіків також старших 18 років.
Середній дохід на одне домашнє господарство  становив 54 437 доларів США (медіана — 48 750), а середній дохід на одну сім'ю — 64 955 доларів (медіана — 54 643). За межею бідності перебувало 5,7 % осіб, у тому числі 0,0 % дітей у віці до 18 років та 3,8 % осіб у віці 65 років та старших.
Цивільне працевлаштоване населення становило 155 осіб. Основні галузі зайнятості: транспорт — 20,0 %, освіта, охорона здоров'я та соціальна допомога — 18,1 %, сільське господарство, лісництво, риболовля — 16,1 %.